# Ниса Каппадокийская
Ниса или Нисса (греч. Νύσ(σ)α, около 150-х — 126 гг. до н. э.) — дочь Фарнака I, царя Понта, и его жены Нисы. Она была правительницей Каппадокии от имени своего младшего сына в 130—126 годах до н. э.

## Биография
Ниса имела греко-македонское и персидское происхождение. Она была дочерью Фарнака I, царя Понта, и его жены Нисы. Её братом был будущий царь Понта Митридат V. Она также известна как Лаодика. Ниса была тёзкой своей матери, которая предположительно умерла во время родов, произведя на свет её, либо Митридата. Ниса родилась и выросла в Понтийском царстве.
Вскоре после 160 года до нашей эры Ниса вышла замуж за царя Каппадокии Ариарата V. Они были дальними родственниками, так как вели свои родословные от династии Селевкидов и от царей Понта. Благодаря этому браку Ниса стала царицей Каппадокии.
Ариарата V и Нису привлекала афинская культура. Ниса либо преподнесла афинянам дар, либо оказала им некую услугу. Их почитали как покровителей Диониса Технитая в Афинах. Коллегия художников издала декрет в их честь. Они поместил статую Ариарата V в своё святилище и праздновали дни рождения Нисы и Ариарата V в знак признания подарков, которые художники получили от них.
Ариарат V умер в 130 году до нашей эры, и ему наследовал его младший сын, Ариарат VI. Во время их брака Ниса родила Ариарату V ещё пятерых сыновей. В какой-то момент Ниса отравила своих пятерых детей, чтобы получить власть в царстве. Ариарат VI был ещё слишком молод, чтобы править, поэтому Ниса выступала в качестве его регента в 130—126 годах до н. э.
Жители Каппадокии, верные правящей династии, казнили Нису за её жестокость и позволили Ариарату VI продолжать царствовать. Регентство Нисы отразило период потрясений в царской семье, который закончился её смертью. Её правление было началом конца этой правящей династии Каппадокии. Её внуки Ариарат VII и Ариарат VIII были последними царями этой династии.
Сохранились монеты, отчеканенные во времена регентства Нисы. На одной из них изображены бюсты Нисы и Ариарата VI, на другой стороне которых есть надпись ΒΑΣΙΛΙΣΣΗΣ ΝΗΣΗΣ ΚΑΙ ΒΑΣΙΛΕΩΣ ΑΡΙΑΡΑΘΟΥ ΕΠΙΦΑΝΟΥΣ ΤΟΥ ΓΙΟΥ, упоминающая царицу Нису и царя Ариарата Епифана. Также есть изображение богини Афины, стоящей и держащей богиню Нику.